# Tschapajewo (Kaliningrad, Nesterow)
Tschapajewo (russisch Чапаево, deutsch Wabbeln, Kreis Stallupönen (Ebenrode)) ist ein Dorf in der russischen Oblast Kaliningrad. Es gehört zur kommunalen Selbstverwaltungseinheit Stadtkreis Nesterow im Rajon Nesterow.

## Geographie
Tschapajewo liegt im Nordosten des Rajon Nesterow am kleinen Fluss Trübe (Schöckstuppe, russisch Tschelna), einem Nebenfluss der Rauschwe (russisch Tumannaja), nur zwei Kilometer von der russisch-litauischen Grenze entfernt. Das Dorf ist über eine Landstraße von Nesterow (10 Kilometer) über Lugowoje (Bilderweitschen/Bilderweiten, 3 Kilometer) aus zu erreichen. Außerdem führt über Lugowoje eine Landstraße nach Tschernyschewskoje (Eydtkuhnen/Eydtkau, 8 Kilometer) und weiter bis in das litauische Kybartai (10 Kilometer).
Die nächste Bahnstation ist Nesterow an der Bahnstrecke Kaliningrad–Tschernyschewskoje zur Weiterfahrt nach Litauen (Teilstück der ehemaligen Preußischen Ostbahn).

## Ortsname
Die Ortsbezeichnung Wabbeln, auch: Groß Wabbeln, kam in Ostpreußen mehrmals vor. Ebenso gibt es den russischen Ortsnamen Tschapajewo in der Oblast Kaliningrad und auch im übrigen Russland mehrfach.

## Geschichte
Wabbeln war eine von zehn Landgemeinden bzw. Gutsbezirken, die am 24. Juni 1874 den neu errichteten Amtsbezirk Sodargen, ein Dorf an der Verbindungsstraße (27K-065) zwischen Stallupönen und Schirwindt gebildet haben. Im Jahre 1910 lebten hier 168 Einwohner, deren Zahl 1933 noch 163 und 1939 bereits 176 betrug.
Bis 1945 gehörte Wabbeln zum Landkreis Stallupönen (1938–1945 Ebenrode) im Regierungsbezirk Gumbinnen in der preußischen Provinz Ostpreußen.
Infolge des Zweiten Weltkrieges kam Wabbeln unter
sowjetische Verwaltung. Im Jahr 1947 erhielt der Ort den russischen Namen Tschapajewo und wurde gleichzeitig dem Dorfsowjet Lugowski selski Sowet im Rajon Nesterow zugeordnet. Im Jahr 1954 gelangte der Ort in den Prigorodny selski Sowet. Von 2008 bis 2018 gehörte Tschapajewo zur Landgemeinde Prigorodnoje selskoje posselenije und seither zum Stadtkreis Nesterow.

## Kirche
Vor 1945 waren die evangelischen Kirchenglieder von Wabbeln in das Kirchspiel Bilderweitschen (1938–1946 Bilderweiten, heute russisch: Lugowoje) im Kirchenkreis Stallupönen (1938–1946 Ebenrode) in der Kirchenprovinz Ostpreußen der Kirche der Altpreußischen Union eingepfarrt. Letzter deutscher Geistlicher war Pfarrer Hellmut Graemer. Die katholischen Ortsbewohner gehörten zur Pfarrgemeinde ebenfalls in Bilderweitschen/Bilderweiten im Bistum Ermland.
War alle kirchliche Aktivität während der Zeit der Sowjetunion untersagt, so bildete sich dann in den 1990er Jahren im Nachbardorf Babuschkino (Groß Degesen) eine neue evangelische Gemeinde, die sich der Propstei Kaliningrad in der Evangelisch-Lutherischen Kirche Europäisches Russland (ELKER) anschloss. Die zuständigen Geistlichen sind die Pfarrer an der Salzburger Kirche in Gussew (Gumbinnen).